# Edward Winter
Edward G. Winter (rođen 1955.), engleski je šahovski povjesničar, novinar, arhivist i autor. Piše redovitu kolumnu Chess Notes (Šahovske bilješke). Posebno je poznat po tome što je na jednome mjestu zabilježio život Joséa Raúla Capablance u biografiji Capablanca (1989.).
Američki velemajstor Yasser Seirawan o Winteru je rekao da je »najveći autoritet šahovskog svijeta u svojoj bogatoj povijesti«.

## Knjige
Winter je vrsni šahovski pisac i poznavatelj šahovske povijesti. Velemajstor i izazivač za svjetskog prvaka Nigel Short o njegovoj je knjizi Capablanca rekao: »Nedvojbeno jedna od najboljih šahovskih knjiga koje sam pročitao«, dok je američki međunarodni majstor Jeremy Silman o istoj knjizi rekao kako je »dio književnosti koji je postao legenda sama za sebe, a univerzalno se smatra jednom od najvećih knjiga ikada napisanih o šahu«. 
Ispod su sve Winterove knjige.
- Svjetski šahovski prvaci (eng. World Chess Champions) (urednik); Pergamon Press Ltd; 1981.;
- Capablanca: Kompendij igara, bilješki, članaka, korespondencije, ilustracija i drugih rijetkih arhivskih materijala o kubanskom šahovskom geniju Joséu Raúlu Capablanci, 1888. – 1942. (eng. Capablanca: A Compendium of Games, Notes, Articles, Correspondence, Illustrations and Other Rare Archival Materials on the Cuban Chess Genius José Raúl Capablanca, 1888–1942); McFarland & Company; 1989.;
- Šahovska istraživanja (eng. Chess Explorations); Cadogan Books; 1996.;
- Kraljevi, obični ljudi i lopovi: daljnja šahovska istraživanja (eng. Kings, Commoners and Knaves: Further Chess Explorations); Russell Enterprises; 1999.;
- Šahovski omnibus (eng. A Chess Omnibus); Russell Enterprises; 2003.;
- Šahovske činjenice i bajke (eng. Chess Facts and Fables); McFarland & Company; 2006.;